# Peter V. Brett
Peter V. Brett (n. 8 februarie 1973) este un scriitor american de fantasy. Este autorului ciclului Demon, al cărui prim volum a fost publicat în 2008 în Marea Britanie de HarperCollins's în 2008 sub titlul The Painted Man, iar în SUA de Del Rey Books sub titlul The Warded Man.

## Viața
Peter Brett a studiat literatura engleză și istoria artei la Universitatea din Buffalo, pe care a absolvit-o în 1995. În continuare, a lucrat în domeniul farmaceutic timp de zece ani, înainte de a deveni scriitor full-time. Interesul pentru genul fantasy i-a fost stârnit de la o vârstă fragedă, iar Omul pictat a fost al patrulea său roman. Trăiește în Brooklyn împreună cu soția și cu fiica sa. Este pasionat de benzi desenate și de jocurile de rol.

## Cariera scriitoricească
Brett a scris romanul Omul pictat și mare parte din continuarea sa pe un HP Ipaq 6515, în timp ce mergea cu metroul newyorkez.
Acțiunea romanului se petrece pe o lume care a regresat la stadiul evului mediu și este atacată de demoni numiți 'miezingi'. Aceștia sunt creaturi puternice din natură cu abilități magice, care în fiecare noapte părăsesc miezul planetei pentru a se hrăni cu oameni. Aceștia din urmă trebuie să aibă grijă să se baricadeze în case noaptea, în spatele unor glife a căror putere îi protejează. Trei tineri, Arleen, Leesha și Rojer, vor să schimbe soarta lumii și decid să lupte împotriva miezingilor.
Continuarea romanului, The Desert Spear, a apărut în 2010 și este centrată în jurul Izbăvitorului, cel despre care legendele profețesc că va veni să-i scape pe oameni de demoni. Însă populația se trezește în fața a doi Izbăvitori - doi foști prieteni - și nu știe care dintre ei este cel adevărat
Nuveletele lui Brett au fost adunate în The Great Bazaar and Other Stories (2010) și Brayan’s Gold (2011).

### Ciclul Demon

#### Serie de romane
- The Painted Man (2008)  - publicat în SUA sub titlul The Warded Man (2009)

ro. Omul pictat - editura Nemira, 2014
- The Desert Spear (2010)
- The Daylight War (2013)[8]
- The Skull Throne (preconizat să apară în 2015)[9]
- The Core (în pregătire, titlu provizoriu)

#### Romane de sine stătătoare
- Tibbet’s Brook (în pregătire, titlu provizoriu)

#### Nuvele de sine stătătoare
- The Great Bazaar and Other Stories (2010)
- Brayan’s Gold (2011)
- Mudboy (2013) - inclusă în volumul Unfettered Anthology apărut la Grim Oak Press[10][11]
- Messenger’s Legacy (2014)